# Acadèmia Berber
L'Acadèmia Berber (en cabilenc Agraw imaziɣen, ‘Assemblea amaziga’) és una associació cultural amb seu a París, dedicada a la cultura amaziga fundada el 14 de juny de 1966 per Mohand Arav Bessaoud i un grup de joves cabilencs, inclosos Ramdane Haifi i Taos Amrouche. Foren patrocinats per Jacques Bénet. Tement un mal ús del terme «acadèmia», el 1967 reanomenaren l'associació Agraw Imaziγen (‘Assemblea Amaziga’). Fou dissolta en 1978.

## Organització
Durant els anys 1968/70 la direcció de l'organització era composta per: 
- President : Mohand Said Hanouz, professor de farmacologia i escriptor
- Vicepresident : Youssef Achour, antic sotsprefecte i senador
- Secretari general : Hamici Hamid, locutor de la ràdio cabilenc
- Tresorera: Mina Charlette

Mohand Arab Bessaoud va realitzar les funcions de secretari de l'organització. El treball de l'Acadèmia Berber va contribuir al naixement i la sensibilització per al reconeixement de la identitat i la cultura amazic, principalment a Algèria. L'associació es va dissoldre finalment en 1978, degut a pressions del govern d'Algèria a França.

## Alfabet amazic estàndard
L'Acadèmia proposa un alfabet amazic estàndard basat en el tifinag usat al Marroc i Algèria per cabilencs, tuaregs i rifenys per tal de reactivar l'antiga escriptura d'alguns milers d'anys i transcriure tots els dialectes amazics. L'organització va publicar periòdicament la revista Imazighen. L'acadèmia també va proposar el disseny de la bandera amaziga.